# Лихминське сільське поселення
Лихми́нське сільське поселення (рос. Лыхминское сельское поселение) — сільське поселення у складі Білоярського району Ханти-Мансійського автономного округу Тюменської області Росії.
Адміністративний центр та єдиний населений пункт — селище Лихма.
Населення сільського поселення становить 1327 осіб (2017; 1472 у 2010, 1326 у 2002).